# Trastuzumab
Trastuzumab (Handelsname Herceptin, Hersteller Roche) ist ein humanisierter monoklonaler Antikörper, der als Arzneistoff bei bestimmten Formen des Brustkrebses und des Magenkrebses verwendet wird.
Trastuzumab bindet an den epidermalen Wachstumsfaktorrezeptor HER2/neu (Humaner Epidermaler Wachstumsfaktor Rezeptor) auf der Zelloberfläche von Krebszellen, wodurch deren Wachstum gehemmt wird.

## Geschichte
Trastuzumab wurde 1998 in den USA und 2000 in der Europäischen Union für Patientinnen mit metastasiertem Brustkrebs mit einer Überexpression an ERBB2 (HER2/neu) zugelassen. Solch eine vermehrte Ausbildung von HER2/neu tritt bei etwa jeder vierten Brustkrebspatientin auf. An der Entwicklung von Trastuzumab war neben anderen auch Dennis J. Slamon und Axel Ullrich, zu dieser Zeit als Grundlagenforscher in der Biotech-Firma Genentech tätig, maßgeblich beteiligt. Mehrere Studien haben gezeigt, dass Trastuzumab auch bei adjuvanter Gabe, d. h. bei Frauen mit HER2-positivem Brustkrebs, bei denen keine Metastasen bestehen, die Rückfallgefahr deutlich herabsetzt. Seit Mai 2006 ist der Einsatz für diese Indikation in Europa zugelassen.
Im Januar 2010 wurde die Zulassung auf die Behandlung von metastasiertem HER2-positiven Magenkrebs erweitert, wobei Trastuzumab in Kombination mit Capecitabin oder 5-Fluoruracil und Cisplatin verabreicht wird. Der Überlebensvorteil unter Trastuzumabtherapie bestand allerdings nur in einigen Wochen. Angesichts der Kosten des Medikaments wird die Verwendung bei Magenkrebs kritisch gesehen.
Slamons Leben und seine Bemühungen um die Erforschung des HER2/neu-Rezeptors und um die Möglichkeit der Behandlung mit Herceptin sind 2008 in dem Fernsehfilm Living proof mit Harry Connick junior in der Hauptrolle verfilmt worden.

## Therapie
Vor der Einleitung einer Trastuzumab-Therapie wird der HER2-Status aus einer Gewebeprobe im Labor bestimmt. Der Nachweis einer HER2-Überexpression ist zwingend vorgeschrieben. Die Therapie erfolgt in der Regel in Kombination mit anderen Medikamenten. Die Kosten einer Therapie liegen bei etwa 40 000 EUR (Stand 2024). Die Krankenkassen achten aufgrund der hohen Kosten auf die Einhaltung der Zulassung. Z.B. besteht grundsätzlich eine Zulassung für Brustkrebs im Frühstadium um das erhöhte Risiko eines Rückfalls bei der vorliegenden Krebsform zu verringern. Zwingende Voraussetzung ist in diesem Fall eine Chemotherapie. Der Hersteller Roche hat solche eine Zulassung nicht beantragt. Bei Abweichungen von der Zulassung ist eine Verordnung zu Lasten der gesetzlichen Krankenversicherung nur durch einen vorherigen Antrag auf Kostenübernahme bei der zuständigen Krankenkasse möglich. Ein solcher Antrag, dessen Bearbeitung Monate dauern kann, hat bei Brustkrebs im Frühstadium ohne Chemotherapie, die nach der Operation unverzüglich erfolgen soll, nur bedingt Aussicht auf Erfolg, einige Ärzte raten generell ab, da rechtlich gesehen keine lebensbedrohliche Erkrankung vorliegt (Off-Label-Use). Der Patient gilt als geheilt und ist gesund. Damit werden gesundheitlich angeschlagene Patienten wie z. B. hochbetagte Menschen denen ärztlich von einer Chemotherapie abgeraten wird, trotz die Wirksamkeit belegender Studien, von dieser Therapie ausgeschlossen. Es verbleibt nur eine private Finanzierung.

## Wirkungsmechanismus
Trastuzumab bindet von der Zellaußenseite her an den Wachstumsfaktor-Rezeptor HER2. Dadurch kommt es zur Hemmung der Tumorzellproliferation infolge von Apoptose bzw. von Antikörper-abhängiger Zerstörung der Tumorzellen durch das Immunsystem. Als Wirkungsmechanismen werden vor allem vier Mechanismen diskutiert: die Rekrutierung von Immunzellen, die Hemmung der intrazellulären Signalweiterleitung, die Hemmung der proteolytischen Spaltung von HER2 sowie die anti-angiogenetische Wirkung.
Neben dieser erwünschten Wirkung auf Krebszellen kann in weniger als 4 % der Fälle eine reversible Schädigung des Herzmuskels auftreten, deren Mechanismus noch ungeklärt ist. Daher wird die Herzfunktion bei Patientinnen, die für die Trastuzumab-Therapie in Frage kommen, sowohl vor Behandlungsstart als auch während der Behandlung stetig überprüft. Die Behandlung von Patienten mit einer Herzinsuffizienz muss sorgfältig abgewogen werden.
Trastuzumab hat ein deutlich erhöhtes Risiko einer interstitiellen Lungenveränderung bzw. Pneumonitis, das bis zu 17 % beträgt (gegen etwa 5 % Risiko bei den Checkpoint-Inhibitoren). Die Symptome bleiben oft lange Zeit unspezifisch mit Husten, Kurzatmigkeit und manchmal Fieber und Hypoxämie.

## Verabreichung
Trastuzumab wird meist einmal wöchentlich als Infusion über 30 bis 90 Minuten verabreicht. Seit 2006 ist Trastuzumab auch zur dreiwöchentlichen Therapie zugelassen. Die Therapiedauer bei adjuvanter Gabe beträgt zwölf Monate; bei Patientinnen mit Metastasen wird die Therapie mindestens bis zum Wiederauftreten des Tumors fortgesetzt.
Trastuzumab kann jedoch auch in Kombination mit Pertuzumab und Docetaxel in der Therapie von HER2-positivem Brustkrebs verabreicht werden.